# Pfullingen
Pfullingen är en stad i Landkreis Reutlingen i delstaten Baden-Württemberg i Tyskland. Folkmängden uppgår till cirka 19 000 invånare, på en yta av 30,13 kvadratkilometer.

## Befolkningsutveckling
| Befolkningsutvecklingen i Pfullingen 1975–2015 | Befolkningsutvecklingen i Pfullingen 1975–2015 | Befolkningsutvecklingen i Pfullingen 1975–2015 | Befolkningsutvecklingen i Pfullingen 1975–2015 | Befolkningsutvecklingen i Pfullingen 1975–2015 |
| ---------------------------------------------- | ---------------------------------------------- | ---------------------------------------------- | ---------------------------------------------- | ---------------------------------------------- |
|                                                |                                                |                                                |                                                |                                                |
| År                                             |                                                |                                                | Folkmängd                                      | Areal (ha)                                     |
| 1975                                           | 1975                                           |                                                | 16 195                                         | 3 014                                          |
| 1980                                           | 1980                                           |                                                | 16 005                                         |                                                |
| 1985                                           | 1985                                           |                                                | 15 765                                         |                                                |
| 1990                                           | 1990                                           |                                                | 17 094                                         |                                                |
| 1995                                           | 1995                                           |                                                | 17 479                                         | 3 013                                          |
| 2000                                           | 2000                                           |                                                | 17 982                                         |                                                |
| 2005                                           | 2005                                           |                                                | 18 309                                         |                                                |
| 2010                                           | 2010                                           |                                                | 18 675                                         |                                                |
| 2015                                           | 2015                                           |                                                | 18 112                                         |                                                |
|                                                |                                                |                                                |                                                |                                                |